# Podregion Lounais-Pirkanmaa
Podregion Lounais-Pirkanmaa (fiń. Lounais-Pirkanmaan seutukunta) – podregion w Finlandii, w regionie Pirkanmaa.
W skład podregionu wchodzą gminy:
- Punkalaidun,
- Sastamala.